# Любавские говоры

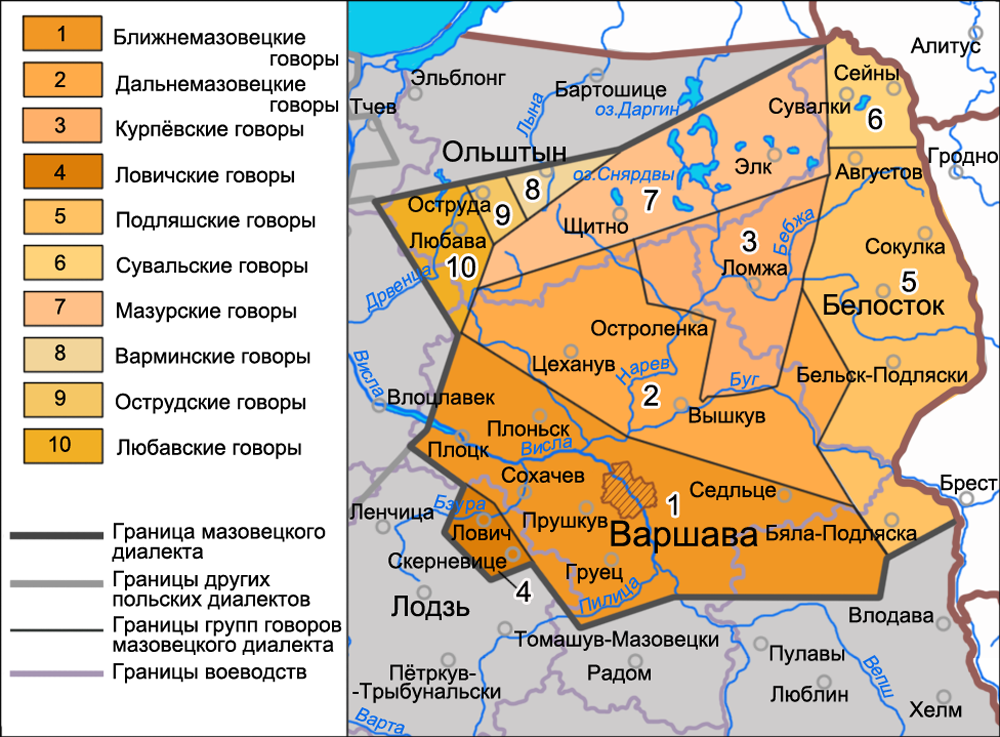
Любавские говоры на карте мазовецкого диалекта

Люба́вские го́воры (пол. gwary lubawskie) — говоры мазовецкого диалекта польского языка, распространённые в Любавской земле с центром в городе Любава на юго-западе Варминско-Мазурского воеводства. Вместе с острудскими и варминскими говорами относятся к так называемым новым немазуракающим говорам, сформировавшимся на территории, которую до поляков населяли пруссы и в которых вместо мазурения, присущего большинству говоров мазовецкого диалекта, представлен другой тип сдвига в произношении шипящих — яблонкование («сяканье»). К. Нич объединял любавские говоры вместе с мальборскими в мальборско-любавский диалект (или группу говоров) в составе новых немазуракающих говоров.

## Область распространения
Ареал любавских говоров охватывает Любавскую землю в бассейне реки Дрвенца — исторический регион, расположенный на севере Польши, граничащий на юге с Плоцкой Мазовией, на востоке и севере с Мазурией, на западе и северо-западе — с Хелминской, Добжинской и Михаловской землями. Данный регион размещён главным образом на территории Варминско-Мазурского воеводства и в пограничных районах Великопольского с Варминско-Мазурским воеводством. Главные города Любавской земли — Любава, Нове-Място-Любавске, Дзялдово.
Любавские говоры распространены в северо-западной части ареала мазовецкого диалекта. С севера любавские говоры граничат с новыми смешанными польскими диалектами. С северо-востока к любавским говорам примыкают острудские говоры, с востока — мазурские говоры, с юго-востока — дальнемазовецкие говоры. На западе любавские говоры граничат с хелминско-добжинскими говорами великопольского диалекта.

## Особенности говоров
Любавские говоры разделяют все основные языковые черты, присущие говорам центра Мазовии, кроме этого они испытывают влияние соседних острудских и варминских немазуракающих говоров, а также мальборских и кочевских великопольских говоров. Для любавских говоров характерны некоторые черты, общие для говоров севернопольской диалектной зоны, включая говоры кашубского языка.
В любавских говорах отмечается такая черта мазовецкого диалекта, как глухой тип сандхи, но при этом отсутствует мазурение в узком смысле слова. Любавским говорам присущи следующие диалектные черты:
1. Произношение a на месте древнепольского ā.
2. Произношение ey, y или i на месте ē: poteym, wiencyj, chrupi и т. п.
3. Произношение ou, u на месте ō: w doumu, w dumu.
4. Узкое произношение носовых, произношение носовых на конце слова без ринезма.
5. Совпадение y и i.
6. Наличие начального re- на месте ra-.
7. Наличие яблонкования («сяканья»): póż’nij, usz’i, zarosz’la, żiemniaki, chodżi и т. п.
8. Асинхронное произношение мягких губных согласных с дополнительной артикуляцией j, ń: wjara, bjałi, mjasto, mnięso и т. п.
9. Твёрдое произношение мягких согласных k’, g’, l’, l.
10. Наличие в 1-м лице мн. числа глаголов флексии -m: robilim, gotowalim и т. п.
11. Форма dwa, употребляющаяся во всех родах.
12. Наличие интервокального j и отсутствие контракции a: bojać się, stojać и т. п.